# Euchromia interrupta
Euchromia interrupta là một loài bướm đêm thuộc phân họ Arctiinae, họ Erebidae.